# A355 (Frankrijk)
De Autoroute A355 (GCO) is een Franse autosnelweg met een lengte van 25 kilometer die een grote westelijke omleiding rond Straatsburg (GCO of Grand Contournement Ouest) vormt. De werken zijn gestart in (oktober) 2018. De ingebruikname was aanvankelijk voorzien voor 2020 (twee jaar werken), maar is verschoven naar de tweede helft van 2021. De weg is uiteindelijk geopend op 11 december 2021.
De ideeën voor een GCO rond Straatsburg dateren al van de jaren 90 van de twintigste eeuw. Het project zou de passage van de A35 die door de stad gaat moeten verlichten door doorgaand vrachtverkeer te verplichten de omleiding te gebruiken. De tol zou variabel worden gemaakt naargelang het tijdstip van passage. Er is protest tegen de bouw van de snelweg geweest.